# Partito Tory
Il partito Tory è stato uno dei principali partiti politici (opposto a quello dei Whigs) attivi tra il tardo Seicento e la metà dell'Ottocento in Inghilterra e successivamente Regno di Gran Bretagna in seguito alla fine della Repubblica di Cromwell durante il regno di Carlo II.
Chiamati ironicamente «banditi cattolici», sostenevano che il potere parlamentare (seppur presente nello Stato inglese) dovesse comunque essere meno forte rispetto al potere regio. Inoltre erano assolutamente contrari alla tolleranza religiosa, sostenendo che l'unica religione praticabile fosse l'anglicanesimo e fu favorevole alla politica espansionistica d'oltreoceano specialmente territoriale del colonialismo. Il partito ha tratto la sua forza principalmente dalla nobiltà rurale, piuttosto che dall'aristocrazia. Dopo la gloriosa rivoluzione del 1688 andò incontro a un rapido declino, sciogliendosi nel 1760. Tuttavia alcuni scrittori politici continuarono a usare il termine e alcuni decenni dopo si formò un nuovo partito che controllò il governo tra il 1783 e il 1830, per poi sciogliersi definitivamente nel 1834, anno della fondazione del Partito Conservatore, formato dall'unione dei tory con il Partito Liberale Unionista. Il termine venne usato da alcuni Whig conservatori guidati da Edmund Burke che alla fine del Settecento presero posizione contro la rivoluzione francese.
Il termine «tory» è ancora oggi usato per riferirsi ai membri del moderno Partito Conservatore, eredi dal 1834 dei nuovi tory di Burke.

## Origine e significato del nome
Come termine politico Tory era un insulto (derivato dalla parola irlandese medio tóraidhe, irlandese moderno tóraí, che significa "fuorilegge", "ladro", dalla parola irlandese tóir , che significa "inseguimento" poiché i fuorilegge erano "uomini perseguitati") che entrò nella politica inglese durante la crisi dell'Exclusion Bill del 1678-1681.

## Storia

### Guerra civile inglese
Il partito Tory fa risalire i suoi principi e la sua politica alla guerra civile inglese che divise l'Inghilterra tra i Cavalier (sostenitori del re Carlo I) e i Roundhead (sostenitori del Long Parliament a cui il re aveva dichiarato guerra). Questa azione derivò dal fatto che il Parlamento non gli consentì di imporre tasse senza cedere ai suoi termini. All'inizio del Long Parliament (1641), i sostenitori del re perseguirono un percorso di riforma degli abusi precedenti. Il crescente radicalismo della maggioranza parlamentare, tuttavia, allontanò molti riformatori persino nel Parlamento stesso e li spinse a fare causa comune con il re. Il partito era quindi diviso dai sostenitori dell'autocrazia reale e di quei parlamentari che ritenevano che il Long Parliament fosse andato troppo oltre nel tentativo di tenere il potere esecutivo per sé e, più specificamente, nel minare il governo episcopale della Chiesa d'Inghilterra, che era ritenuto il principale sostenitore del governo reale. Verso la fine degli anni '40 del Seicento, il programma radicale del Parlamento era diventato chiaro: riduzione del potere del Re e sostituzione dell'episcopato anglicano con una forma di presbiterianesimo.
Questa possibile forma di insediamento fu impedita da un colpo di stato che spostò il potere dal Parlamento stesso al Parliamentary New Model Army, controllato da Oliver Cromwell. L'esercito fece giustiziare Carlo I e per i successivi 11 anni i regni britannici operarono sotto una dittatura militare. La restaurazione del re Carlo II produsse una reazione in cui il re riacquistò gran parte del potere detenuto da suo padre. Tuttavia, i ministri e i sostenitori di Carlo in Inghilterra accettarono un ruolo sostanziale per il Parlamento nel governo dei regni. Nessun monarca britannico successivo avrebbe tentato di governare senza il Parlamento e, dopo la gloriosa rivoluzione del 1688, le controversie politiche sarebbero state risolte tramite elezioni e manovre parlamentari, piuttosto che con la forza. Carlo II ripristinò anche l'episcopato nella Chiesa d'Inghilterra. Il suo primo Cavalier Parliament iniziò come un organismo fortemente monarchico e approvò una serie di atti che ristabilivano la Chiesa per legge e punivano severamente il dissenso sia dei cattolici romani che dei protestanti non anglicani. Questi atti non riflettevano le opinioni personali del re e dimostravano l'esistenza di un'ideologia realista che andava oltre la mera sottomissione alla corte.
Una serie di disastri tra la fine degli anni '60 e gli anni '70 del Seicento screditarono i governi di Carlo II e potenti interessi politici (tra cui alcuni che erano stati identificati con la parte parlamentare nella guerra civile) iniziarono a fare pressione per un ruolo maggiore del Parlamento nel governo, unito a una maggiore tolleranza per i dissidenti protestanti. Questi interessi si sarebbero presto fusi con i Whig. Poiché gli attacchi diretti al re erano politicamente impossibili e potevano portare all'esecuzione per tradimento, gli oppositori del potere della Corte impegnarono i loro sforzi nel perseguire sinistri e sovversivi complotti cattolici. Sebbene la questione di questi complotti fosse fittizia, riflettevano due scomode realtà politiche: in primo luogo, che Carlo II aveva (in modo un po' ingannevole) intrapreso misure per convertire il regno al cattolicesimo (in un trattato del 1670 con Luigi XIV di Francia); in secondo luogo, che suo fratello minore e presunto erede, Giacomo duca di York, si era in effetti convertito al cattolicesimo, un atto che molti protestanti inglesi negli anni '70 del Seicento consideravano quasi al pari dell'alto tradimento.
I Whig cercarono di arruolare il Lord Luogotenente d'Irlanda, James Butler duca di Ormonde, con il più importante tory irlandese, Redmond O'Hanlon, in un presunto complotto per assassinare Titus Oates. Il vescovo Whig di Meath, Henry Jones, offrì a O'Hanlon la grazia e una tangente se avesse testimoniato al Parlamento che Ormonde stava tramando un'invasione francese. Nel dicembre 1680, il governo sequestrò queste lettere e il piano fallì. Nel gennaio 1681, i Whig iniziarono a chiamare i presunti cospiratori irlandesi Tory, e il 15 febbraio 1681 è registrata la prima lamentela di un realista inglese sull'epiteto Tory da parte del giornale avversso all'Exclusion Bill Heraclitus Ridens: «Mi  chiamano con nomi vili, gesuita, papista, tory; e mi rinfacciano con la bocca che sono gli unici veri protestanti».